# L'Antic Molí
L'Antic Molí és una empresa familiar molt arrelada a Manresa (C/. Major, 107 cantonada C/. Font del Gat) i al Bages que data del 1930. En els seus inicis l'activitat principal del negoci va ser de molí de gra i farratge i més endavant i fins a l'actualitat està funcionant com a agrobotiga, amb producte d'alta qualitat, de proximitat i del territori, i també com a productors d'hortalisses i fruites.
Xavier Badrenas Planas és el gerent. L'empresa està orientada als productes autòctons, tant de la comarca del Bages, com de tot Catalunya. A l'agrobotiga s'hi troben una gran quantitat de productes de la terra: vins i caves, fruites, verdures i olis, formatges i embotis, entre d'altres. La majoria de productes són ecològics i amb certificació. Quant a les verdures, cal destacar la gran varietat de tomates autòctons i de collita pròpia.
La venda de planters i flors es distribueix al llarg de tot l'any.
Especialitzats a oferir fruita de temporada: la primera cirera de l'Ebre, els primers préssecs, albercocs, prunes, i nectarines produïts arreu de Catalunya, directament del productors a l'agrobotiga. Això permet cobrir gairebé tota la temporada de la fruita dolça, sense oblidar-nos de la taronja i mandarina, que es porta des del novembre i que ve de la zona de Tortosa. Comprada sobre camp i produïda per ser venuda a l'establiment.
Dels producte agroalimentaris que es posen a l'abast dels clients, cal destacar la gran varietat de vins produïts a la nostra terra, i que s'ofereix a dojo i en ampolla, així com l'oli produït a Tortosa,i que obtingué el premi al millor oli de les Terres de l'Ebre.